# 本山 (臺灣)
本山，是台灣新北市瑞芳區銅山里、瓜山里交界處的山名，原有山頭已被挖除，現存兩側高處海拔分別略為超過550公尺及560公尺。該山西側為九份溪主流上游，東側為九份溪支流內九份溪。
本山為一火山，富含金礦，俗稱「大金瓜」或「金瓜石」，其組成岩石主要為黑雲母角閃石英安山岩、黑雲母角閃安山岩、含輝石黑雲母角閃石英安山岩及白化安山岩等，屬於基隆火山群。:154-155
本山在地緣屬於金瓜石地區，其礦體在當地屬於「脈型金銅礦體」。本山山頭原本海拔約660公尺，經歷百年的露天開採金銅礦之後，原本的山頭位置已降至與本山三坑坑口（海拔約476公尺，現已消失）齊平。